# Seegebiet Mansfelder Land
Seegebiet Mansfelder Land är en kommun i Landkreis Mansfeld-Südharz i förbundslandet Sachsen-Anhalt i Tyskland.
Kommunen bildades den 1 januari 2010 genom en sammanslagning av de tidigare kommunerna Amsdorf, Aseleben, Erdeborn, Hornburg, Lüttchendorf, Neehausen, Röblingen am See, Seeburg, Stedten och Wansleben am See följt av Dederstedt den 1 september 2010.